# 99.9F°
99.9F° – czwarty album muzyczny nagrany przez amerykańską piosenkarkę, Suzanne Vega. Został wydany w 1992 roku.

## Lista utworów
1. „Rock in This Pocket (Song of David)” – 3:20
2. „Blood Makes Noise” – 2:28
3. „In Liverpool” – 4:40
4. „99.9F°” – 3:16
5. „Blood Sings” – 3:17
6. „Fat Man and Dancing Girl” – 2:19
7. „(If You Were) In My Movie” – 3:05
8. „As a Child” – 2:55
9. „Bad Wisdom” – 3:23
10. „When Heroes Go Down” – 1:54
11. „As Girls Go” – 3:27
12. „Song of Sand” – 3:28
13. „Private Goes Public” – 1:57 (japoński bonus)

## Zespół
- Suzanne Vega – wokal, gitara akustyczna
- Jerry Marotta – perkusja
- Bruce Thomas – gitara basowa
- David Hidalgo – gitara elektryczna
- Mitchell Froom – keyboard